# Amblyops tenuicaudus
Amblyops tenuicaudus is een aasgarnalensoort uit de familie van de Mysidae. De wetenschappelijke naam van de soort is voor het eerst geldig gepubliceerd in 1911 door W.M. Tattersall.